# Jeg er din
Jeg er din es una película dramática noruega de 2013 escrita y dirigida por Iram Haq. La película fue seleccionada por Noruega para obtar a la Mejor Película de Lengua Extranjera en los 86.° Premios de la Academia, pero no fue finalmente nominada.

## Reparto
- Amrita Acharya como Mina
- Ola Rapace como Jesper
- Prince Singh como Felix
- Rabia Noreen como Samina
- Trond Fausa como Martin
- Jesper Malm como Simon
- Sudhir Kumar Kohli como El papá de Mina
- Assad Siddique como El papá de Felix
- Sara Khorami como La madrastra de Felix

## Premios
Jeg er din recibió dos nominaciones a Amanda: Mejor Actriz (Acharia) y Mejor Guion (Haq). Fue elegida por el comité de los Oscar de Noruega para ser presentada como candidata de Noruega al Premio de la Academia a la Mejor Película en Lengua Extranjera.
 